# Клаустрофобия (квесты)
«Клаустрофобия» — компания, которая первой в России создала сеть квестов в реальности. Квесты под этим брендом открыты в России, Беларуси, Эстонии, Германии, США, Великобритании и других странах мира. В 2014 году компания «Клаустрофобия» была включена в список «Лучшее в городе» в Москве от Афиши, а также номинирована на Премию РБК — 2014 в категории «Стартап Года».
Создатели бренда «Клаустрофобия» — Богдан Кравцов, Тимур Кадыров и Сергей Кузнецов.

## Описание
Формат квестов в реальности создан по мотивам популярного в середине 90-х жанра компьютерных игр Escape the room («Выйти из комнаты»). Игрок должен был найти выход из комнаты, используя найденные подручные средства, комбинируя их и решая различные загадки. Все действия игр «Клаустрофобии» происходят в реальности, с настоящими людьми и осязаемыми предметами. Компанию от 2 до 4 человек на 60 минут запирают в комнате. За это время они должны суметь выйти из комнаты, решая задачи на сообразительность в тематике квеста, взаимодействуя с различными предметами и используя логику. Если одного часа на прохождение квеста не хватило, двери все равно откроются, но участники выйдут из неё проигравшими. В Москве первые квесты под брендом «Клаустрофобия», «Советская квартира» и «Психиатрическая больница», появились в декабре 2013 года.

## Франчайзинг
Первые франчайзинговые договоры «Клаустрофобия» стала заключать в декабре 2013 года, а первые квесты по франшизе — «Побег из Синг-Синга» и "Мотель «Австралия» — открылись в Москве в марте 2014 года. В мае 2014 года заработали первые квесты в Санкт-Петербурге, в июне открылась точка в Нижнем Новгороде.

## Квесты с актёрами
В сентябре 2014 года бренд «Клаустрофобия» представил новый формат «комнатных» игр — квесты с актерами. Это смесь игры и интерактивного театрального действия с настоящими актерами, где участники становятся главными героями и управляют развитием сюжета. В отличие от классических квестов, в этом формате сделан акцент не на решении различных логических задач, а на адреналине и испытываемых эмоциях. Первый квест-перформанс от «Клаустрофобии» — «Коллекционер».

## Другие направления
В августе 2015 года «Клаустрофобия» запустила новое направление — детские квесты.
Также в «Авиапарке» был запущен игровой формат «Аркада».